# Ferdinand Scheminzky
Ferdinand Scheminzky (* 17. Februar 1899 in Wien, Österreich-Ungarn; † 9. Juni 1973 in Innsbruck) war ein österreichischer Physiologe und Balneologe. Von 1936 bis 1938 war er mit der Leitung des Forschungsinstituts Gastein betraut. Ab 1945 kam ihm diese Funktion erneut zu.

## Schriften
- Die Emanation der Mineralien : eine theoretisch-experimentelle Studie. Diessen vor München: Huber, 1919
- Leitfaden für die physiologischen Übungen, 1930
- Die Welt des Schalles. Verlag „Das Bergland-Buch“, Graz 1935
- Kurorte und Heilquellenkunde, 1947ff. (Buchreihe)
- Zeitschrift für Physikalische Therapie, Bäder- und Klimaheilkunde, 1948–50 (Hg. mit J. Kowarschik)
- Biologie der Heilquellen, 1962
- (Hrsg.): Der Thermalstollen von Badgastein-Böckstein. Univ. Innsbruck, 1965
- Die Heilbädertherapie in Österreich, 1969